# Mlyničná voda
Mlyničná voda je potok v horním Liptově, na území okresů Poprad a Liptovský Mikuláš. Je to pravostranný přítok Bielého Váhu, měří 12,7 km a je tokem IV. řádu. Potok má typicky vysokohorský režim odtoku a bystřinný charakter. Na horním toku protéká územím TANAPu.

## Pramen
Pramení ve Vysokých Tatrách na jihojihozápadním úpatí Malého Kriváně v nadmořské výšce přibližně 1700 m.

## Směr toku
Od pramene teče nejprve jihozápadním směrem, pak přechodně severojižním směrem a následně teče jihojihozápadním směrem přes Pavúčí dolinu. Dále vytváří výrazný oblouk prohnutý na západ a nejprve ze západu, pak i z jihu obtéká masiv Hrádku. Na krátkém úseku odtud pokračuje na jihovýchod, vzápětí na jih a pak k soutoku se Soliskovou vodou na jihojihovýchod. Dále už teče jihojihozápadním směrem, nad obcí Važec se rozvětvuje na dvě ramena, pravé pokračuje na jihojihozápad do obce, kde se nakonec stáčí k ústí jižním směrem. Levé rameno směřuje dále na jih.

## Geomorfologické celky
- Tatry, podsestava Východní Tatry, geomorfologická část Vysoké Tatry
- Podtatranská kotlina, geomorfologické podcelky:
  - Tatranské podhůří
  - Liptovská kotlina, geomorfologická část Hybianska pahorkatina

## Přítoky
- Pravostranné: přítok z jihojihozápadního svahu Malého Kriváně
- Levostranné: přítok z lokality Vrch Mlynice, přítok pramenící severovýchodně od Jam, Solisková voda

## Ústí
Levé rameno ústí do Bielého Váhu východně od Važce v nadmořské výšce cca 797 m, pravé rameno se do Bielého Váhu vlévá v obci, severovýchodně od centra, v nadmořské výšce cca 783 m

## Obce
Mlyničná voda protéká dvěma katastrálními územími:
- Vysoké Tatry, konkrétně Štrbské Pleso
- Važec